# Bulbophyllum aestivale
Bulbophyllum aestivale är en orkidéart som beskrevs av Oakes Ames. Bulbophyllum aestivale ingår i släktet Bulbophyllum och familjen orkidéer. Inga underarter finns listade i Catalogue of Life.